# Internationale Schweizer Eishockeymeisterschaft 1916/17
Die Saison 1916/17 war die zweite reguläre Austragung der Internationalen Schweizer Eishockeymeisterschaft. Meister wurde der HC Les Avants.

## Hauptrunde

### Gruppe 1
| Pl. | Team                    | Sp. | S | U | N | Pkt. |
| --- | ----------------------- | --- | - | - | - | ---- |
| 1.  | HC Servette A           | 3   | 3 | 0 | 0 | 6    |
| 2.  | HC Caux                 | 3   | 1 | 0 | 2 | 2    |
| 3.  | Akademischer EHC Zürich | 3   | 1 | 0 | 2 | 2    |
| 4.  | HC Servette B           | 3   | 1 | 0 | 2 | 2    |

### Gruppe 2
| Pl. | Team                        | Sp. | S | U | N | Pkt. |
| --- | --------------------------- | --- | - | - | - | ---- |
| 1.  | HC Les Avants               | 2   | 2 | 0 | 0 | 4    |
| 2.  | Club des Patineurs Lausanne | 2   | 1 | 0 | 1 | 2    |
| 3.  | Villars HC                  | 2   | 0 | 0 | 2 | 0    |

## Meisterschaftsfinal
- HC Les Avants – HC Servette A 5:1